# Egipto en los Juegos Olímpicos de Berlín 1936
Egipto estuvo representado en los Juegos Olímpicos de Berlín 1936 por un total de 53 deportistas masculinos que compitieron en 10 deportes.
El portador de la bandera en la ceremonia de apertura fue el esgrimista Fathallah Abdel Rahman.

## Medallistas
El equipo olímpico egipcio obtuvo las siguientes medallas:
| Nombre        | Deporte      | Competición |
| ------------- | ------------ | ----------- |
| Oro           |              |             |
| Anwar Mesbah  | Halterofilia | 67,5 kg M   |
| Jadr El-Tuni  | Halterofilia | 75 kg M     |
| Plata         |              |             |
| Saleh Soliman | Halterofilia | 60 kg M     |
| Bronce        |              |             |
| Ibrahim Shams | Halterofilia | 60 kg M     |
| Ibrahim Wasif | Halterofilia | 82,5 kg M   |